# Буферная зона

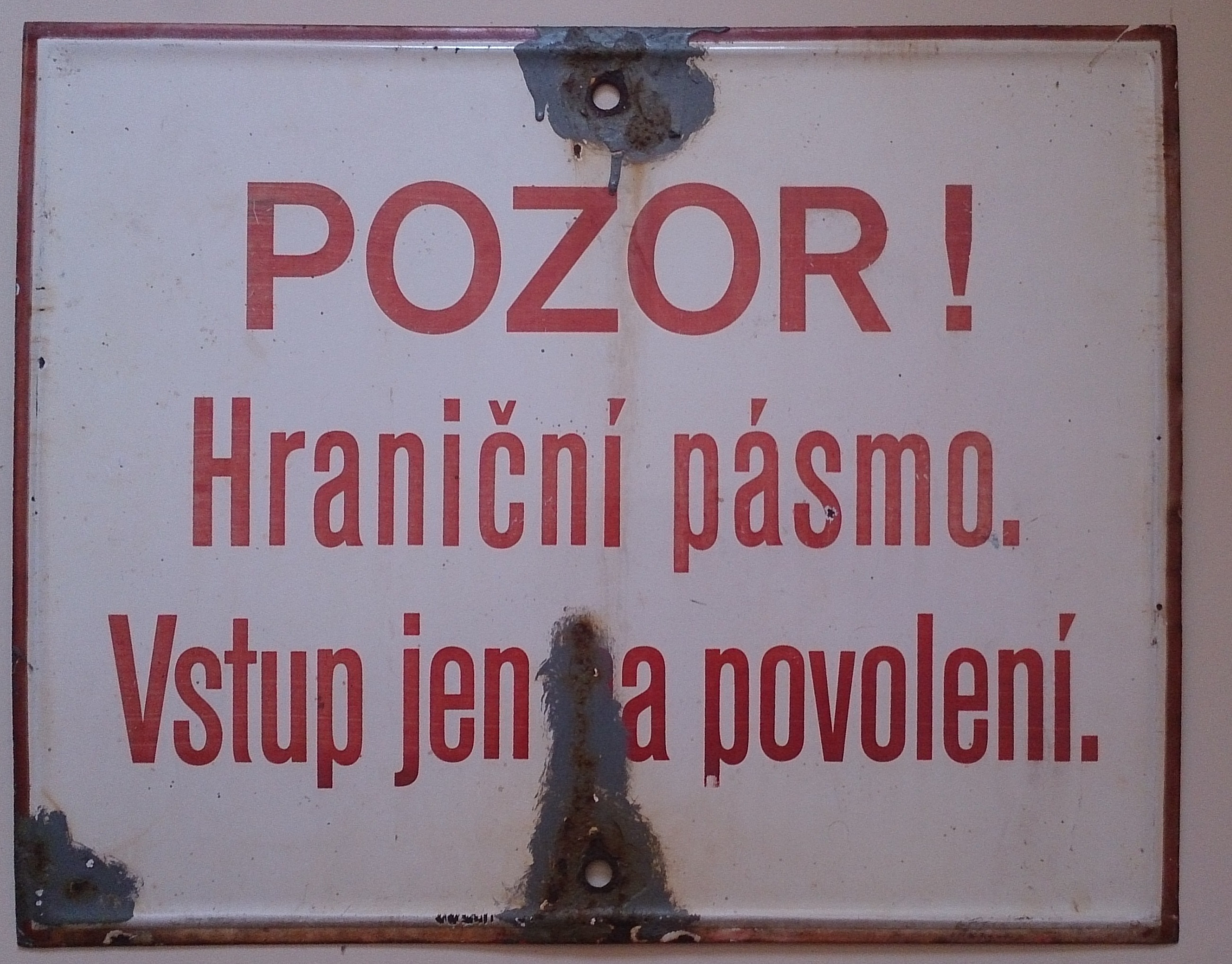
Чехословацкий знак начала 80-х, предупреждающий о входе в б.з. Перевод: «Внимание! Приграничная зона. Вход только по разрешению.»

Бу́ферная зо́на — район, который служит цели сохранения двух или более районов (часто, но не обязательно, стран), на расстоянии друг от друга, по той или иной причине. Основными типами буферных зон являются демилитаризованные зоны, некоторые ограничительные зоны и зелёные пояса. Такие зоны могут быть, но не обязательно, в составе суверенного государства, образуя буферное государство.
Буферные зоны могут быть созданы для предотвращения насилия, защиты окружающей среды, защиты жилых и коммерческих зон от промышленных аварий или стихийных бедствий, предотвращения заключенных от намерений спастись и быстрого захвата заложников или побега, или, возможно, других причин.
Буферные зоны часто реализуются в виде больших необитаемых регионов (по аналогии с природными заповедниками, но без туризма), которые сами по себе являются довольно уникальными во многих частях мира.